# Grand Prix 70-lecia Formuły 1
Grand Prix 70-lecia Formuły 1, oficjalnie Emirates Formula 1 70th Anniversary Grand Prix 2020 – piąta runda Mistrzostw Świata Formuły 1 w sezonie 2020. Grand Prix odbyło się w dniach 7–9 sierpnia 2020 na torze Silverstone Circuit w Silverstone. Wyścig wygrał Max Verstappen (Red Bull), a na podium stanęli także obaj kierowcy Mercedesa – Lewis Hamilton i po starcie z pole position Valtteri Bottas.

## Tło
Pierwotny kalendarz Formuły 1 na sezon 2020 zakładał organizację 22 eliminacji, w tym wyścigu o Grand Prix Wielkiej Brytanii 19 lipca. Jednakże w związku z pandemią COVID-19 znacznie przeprojektowano kalendarz. Zmiany obejmowały między innymi przesunięcie Grand Prix Wielkiej Brytanii na sierpień oraz dodanie tydzień później drugiego Grand Prix na torze Silverstone pod nazwą Grand Prix 70-lecia. Grand Prix mogło dojść do skutku dzięki rządowi Wielkiej Brytanii, który zniósł czternastodniową kwarantannę dla środowiska Formuły 1, obligatoryjną dla osób przybyłych do kraju z innych państw. Grand Prix odbędzie się jednak bez udziału publiczności.
Organizacja w jednym sezonie dwóch Grand Prix w Wielkiej Brytanii jest pierwszym takim przypadkiem od 1993 roku. Wówczas to odbyły się: Grand Prix Europy na torze Donington oraz Grand Prix Wielkiej Brytanii na torze Silverstone.
Robert Kubica wystartował w tym weekendzie, w pierwszym treningu zastąpił Antonio Giovinazziego (Alfa Romeo).
Przed Grand Prix Wielkiej Brytanii u Sergia Péreza (Racing Point) wykryto zakażenie koronawirusem. Przed tym weekendem wyścigowym ponownie został poddany testom. Pierwsze badanie dało wynik negatywny, ale drugie potwierdził obecność COVID-19. Nico Hülkenberg, który wziął udział w poprzednim Grand Prix w miejsce Pereza, ponownie go zastąpi.

## Lista startowa
Na niebieskim tle kierowcy biorący udział jedynie w piątkowych treningach.
| Nr          | Kierowca           | Zespół                        | Samochód                           | Silnik                      | Opony |
| ----------- | ------------------ | ----------------------------- | ---------------------------------- | --------------------------- | ----- |
| 3           | Daniel Ricciardo   | Renault DP World F1 Team      | Renault R.S.20                     | Renault E-Tech 20 1,6 V6T   | P     |
| 4           | Lando Norris       | McLaren F1 Team               | McLaren MCL35                      | Renault E-Tech 20 1,6 V6T   | P     |
| 5           | Sebastian Vettel   | Scuderia Ferrari              | Ferrari SF1000                     | Ferrari 065 1,6 V6T         | P     |
| 6           | Nicholas Latifi    | Williams Racing               | Williams FW43                      | Mercedes-AMG F1 M11 1,6 V6T | P     |
| 7           | Kimi Räikkönen     | Alfa Romeo Racing ORLEN       | Alfa Romeo C39                     | Ferrari 065 1,6 V6T         | P     |
| 8           | Romain Grosjean    | Haas F1 Team                  | Haas VF-20                         | Ferrari 065 1,6 V6T         | P     |
| 10          | Pierre Gasly       | Scuderia AlphaTauri Honda     | AlphaTauri AT01                    | Honda RA620H 1,6 V6T        | P     |
| 11          | Sergio Pérez       | BWT Racing Point F1 Team      | Racing Point RP20                  | BWT Mercedes 1,6 V6T        | P     |
| 16          | Charles Leclerc    | Scuderia Ferrari              | Ferrari SF1000                     | Ferrari 065 1,6 V6T         | P     |
| 18          | Lance Stroll       | BWT Racing Point F1 Team      | Racing Point RP20                  | BWT Mercedes 1,6 V6T        | P     |
| 20          | Kevin Magnussen    | Haas F1 Team                  | Haas VF-20                         | Ferrari 065 1,6 V6T         | P     |
| 23          | Alexander Albon    | Aston Martin Red Bull Racing  | Red Bull RB16                      | Honda RA620H 1,6 V6T        | P     |
| 26          | Daniił Kwiat       | Scuderia AlphaTauri Honda     | AlphaTauri AT01                    | Honda RA620H 1,6 V6T        | P     |
| 31          | Esteban Ocon       | Renault DP World F1 Team      | Renault R.S.20                     | Renault E-Tech 20 1,6 V6T   | P     |
| 33          | Max Verstappen     | Aston Martin Red Bull Racing  | Red Bull RB16                      | Honda RA620H 1,6 V6T        | P     |
| 44          | Lewis Hamilton     | Mercedes-AMG Petronas F1 Team | Mercedes-AMG F1 W11 EQ Performance | Mercedes-AMG F1 M11 1,6 V6T | P     |
| 55          | Carlos Sainz Jr.   | McLaren F1 Team               | McLaren MCL35                      | Renault E-Tech 20 1,6 V6T   | P     |
| 63          | George Russell     | Williams Racing               | Williams FW43                      | Mercedes-AMG F1 M11 1,6 V6T | P     |
| 77          | Valtteri Bottas    | Mercedes-AMG Petronas F1 Team | Mercedes-AMG F1 W11 EQ Performance | Mercedes-AMG F1 M11 1,6 V6T | P     |
| 88          | Robert Kubica      | Alfa Romeo Racing ORLEN       | Alfa Romeo C39                     | Ferrari 065 1,6 V6T         | P     |
| 99          | Antonio Giovinazzi | Alfa Romeo Racing ORLEN       | Alfa Romeo C39                     | Ferrari 065 1,6 V6T         | P     |
| Źródło: FIA |                    |                               |                                    |                             |       |

## Wyniki

### Zwycięzcy sesji treningowych
| Sesja       | Nr | Kierowca        | Konstruktor | Czas     | Okr. |
| ----------- | -- | --------------- | ----------- | -------- | ---- |
| 1           | 77 | Valtteri Bottas | Mercedes    | 1:26,166 | 21   |
| 2           | 44 | Lewis Hamilton  | Mercedes    | 1:25,606 | 22   |
| 3           | 44 | Lewis Hamilton  | Mercedes    | 1:26,621 | 15   |
| Źródło: FIA |    |                 |             |          |      |

### Kwalifikacje
| P                    | Nr | Kierowca           | Konstruktor               | Czasy w kwalifikacjach | Czasy w kwalifikacjach | Czasy w kwalifikacjach | Poz. s. |
| P                    | Nr | Kierowca           | Konstruktor               | Q1                     | Q2                     | Q3                     | Poz. s. |
| -------------------- | -- | ------------------ | ------------------------- | ---------------------- | ---------------------- | ---------------------- | ------- |
| 1                    | 77 | Valtteri Bottas    | Mercedes                  | 1:26,738               | 1:25,785               | 1:25,154               | 1       |
| 2                    | 44 | Lewis Hamilton     | Mercedes                  | 1:26,818               | 1:26,266               | 1:25,217               | 2       |
| 3                    | 27 | Nico Hülkenberg    | Racing Point-BWT Mercedes | 1:27,279               | 1:26,261               | 1:26,082               | 3       |
| 4                    | 33 | Max Verstappen     | Red Bull Racing-Honda     | 1:27,154               | 1:26,779               | 1:26,176               | 4       |
| 5                    | 3  | Daniel Ricciardo   | Renault                   | 1:27,442               | 1:26,636               | 1:26,297               | 5       |
| 6                    | 18 | Lance Stroll       | Racing Point-BWT Mercedes | 1:27,187               | 1:26,674               | 1:26,428               | 6       |
| 7                    | 10 | Pierre Gasly       | AlphaTauri-Honda          | 1:27,154               | 1:26,523               | 1:26,534               | 7       |
| 8                    | 16 | Charles Leclerc    | Ferrari                   | 1:27,427               | 1:26,709               | 1:26,614               | 8       |
| 9                    | 23 | Alexander Albon    | Red Bull Racing-Honda     | 1:27,153               | 1:26,642               | 1:26,669               | 9       |
| 10                   | 4  | Lando Norris       | McLaren-Renault           | 1:27,217               | 1:26,885               | 1:26,778               | 10      |
| 11                   | 31 | Esteban Ocon       | Renault                   | 1:27,278               | 1:27,011               |                        | 14      |
| 12                   | 5  | Sebastian Vettel   | Ferrari                   | 1:27,612               | 1:27,078               |                        | 11      |
| 13                   | 55 | Carlos Sainz Jr.   | McLaren-Renault           | 1:27,450               | 1:27,083               |                        | 12      |
| 14                   | 8  | Romain Grosjean    | Haas-Ferrari              | 1:27,519               | 1:27,254               |                        | 13      |
| 15                   | 63 | George Russell     | Williams-Mercedes         | 1:27,757               | 1:27,455               |                        | 15      |
| 16                   | 26 | Daniił Kwiat       | AlphaTauri-Honda          | 1:27,882               |                        |                        | 16      |
| 17                   | 20 | Kevin Magnussen    | Haas-Ferrari              | 1:28,236               |                        |                        | 17      |
| 18                   | 6  | Nicholas Latifi    | Williams-Mercedes         | 1:28,430               |                        |                        | 18      |
| 19                   | 99 | Antonio Giovinazzi | Alfa Romeo-Ferrari        | 1:28,433               |                        |                        | 19      |
| 20                   | 7  | Kimi Räikkönen     | Alfa Romeo-Ferrari        | 1:28,493               |                        |                        | 20      |
| 107% czasu: 1:32,809 |    |                    |                           |                        |                        |                        |         |
| Źródło: FIA          |    |                    |                           |                        |                        |                        |         |

Uwagi
1. ↑  Esteban Ocon otrzymał karę cofnięcia o 3 pozycje za zablokowanie Georga Russella w pierwszej części kwalifikacji[13].

### Wyścig
| P           | Nr | Kierowca           | Konstruktor               | Okr. | Czas           | Start | +/–       | Punkty |
| ----------- | -- | ------------------ | ------------------------- | ---- | -------------- | ----- | --------- | ------ |
| 1           | 33 | Max Verstappen     | Red Bull Racing-Honda     | 52   | 1:19:41,993    | 4     | 3         | 25     |
| 2           | 44 | Lewis Hamilton     | Mercedes                  | 52   | +11,326        | 2     | Bez zmian | 18+1   |
| 3           | 77 | Valtteri Bottas    | Mercedes                  | 52   | +19,231        | 1     | 2         | 15     |
| 4           | 16 | Charles Leclerc    | Ferrari                   | 52   | +29,289        | 8     | 4         | 12     |
| 5           | 23 | Alexander Albon    | Red Bull Racing-Honda     | 52   | +39,146        | 9     | 4         | 10     |
| 6           | 18 | Lance Stroll       | Racing Point-BWT Mercedes | 52   | +42,538        | 6     | Bez zmian | 8      |
| 7           | 27 | Nico Hülkenberg    | Racing Point-BWT Mercedes | 52   | +55,951        | 3     | 4         | 6      |
| 8           | 31 | Esteban Ocon       | Renault                   | 52   | +1:04,773      | 14    | 6         | 4      |
| 9           | 4  | Lando Norris       | McLaren-Renault           | 52   | +1:05,544      | 10    | 1         | 2      |
| 10          | 26 | Daniił Kwiat       | AlphaTauri-Honda          | 52   | +1:09,669      | 16    | 6         | 1      |
| 11          | 10 | Pierre Gasly       | AlphaTauri-Honda          | 52   | +1:10,642      | 7     | 4         |        |
| 12          | 5  | Sebastian Vettel   | Ferrari                   | 52   | +1:13,370      | 11    | 1         |        |
| 13          | 55 | Carlos Sainz Jr.   | McLaren-Renault           | 52   | +1:14,070      | 12    | 1         |        |
| 14          | 3  | Daniel Ricciardo   | Renault                   | 51   | +1 okrążenie   | 5     | 9         |        |
| 15          | 7  | Kimi Räikkönen     | Alfa Romeo-Ferrari        | 51   | +1 okrążenie   | 20    | 5         |        |
| 16          | 8  | Romain Grosjean    | Haas-Ferrari              | 51   | +1 okrążenie   | 13    | 3         |        |
| 17          | 99 | Antonio Giovinazzi | Alfa Romeo-Ferrari        | 51   | +1 okrążenie   | 19    | 2         |        |
| 18          | 63 | George Russell     | Williams-Mercedes         | 51   | +1 okrążenie   | 15    | 3         |        |
| 19          | 6  | Nicholas Latifi    | Williams-Mercedes         | 51   | +1 okrążenie   | 18    | 1         |        |
| NS          | 20 | Kevin Magnussen    | Haas-Ferrari              | 43   | NU (brak opon) | 17    |           |        |
| Źródło: FIA |    |                    |                           |      |                |       |           |        |

Uwagi
1. ↑  Dodatkowy 1 punkt jest przyznawany kierowcy, który ustanowił najszybsze okrążenie w wyścigu, pod warunkiem, że ukończył wyścig w pierwszej 10.
2. ↑  Kevin Magnussen otrzymał karę 5 sekund doliczonych do uzyskanego czasu za opuszczenie i niebezpieczny powrót na tor. Kara nie została zastosowana ze względu na wycofanie się zawodnika z wyścigu[16].

### Najszybsze okrążenie
| Nr          | Kierowca       | Konstruktor | Czas     | Okr. |
| ----------- | -------------- | ----------- | -------- | ---- |
| 44          | Lewis Hamilton | Mercedes    | 1:28,451 | 43   |
| Źródło: FIA |                |             |          |      |

### Prowadzenie w wyścigu
| Nr                              | Kierowca        | Konstruktor | Okrążenia    | Suma |
| ------------------------------- | --------------- | ----------- | ------------ | ---- |
| 77                              | Valtteri Bottas | Mercedes    | 1–13         | 13   |
| 44                              | Lewis Hamilton  | Mercedes    | 14, 33–41    | 10   |
| 33                              | Max Verstappen  | Red Bull    | 15–32, 42–52 | 29   |
| \| Wykres \| \| ------ \| \| \| |                 |             |              |      |
| Źródło: FIA                     |                 |             |              |      |
| Wykres                          |                 |             |              |      |
|                                 |                 |             |              |      |

## Klasyfikacja po wyścigu

### Kierowcy
Źródło: FIA
| P  | +/− | Kierowca           | Starty | Punkty | P1 | P2 | P3 | PP | NO | NS |
| -- | --- | ------------------ | ------ | ------ | -- | -- | -- | -- | -- | -- |
| 1  | 0   | Lewis Hamilton     | 5      | 107    | 3  | 1  | –  | 3  | 2  | –  |
| 2  | +1  | Max Verstappen     | 5      | 77     | 1  | 2  | 1  | –  | 1  | 1  |
| 3  | −1  | Valtteri Bottas    | 5      | 73     | 1  | 1  | 2  | 2  | –  | –  |
| 4  | +1  | Charles Leclerc    | 5      | 45     | –  | 1  | 1  | –  | –  | 1  |
| 5  | −1  | Lando Norris       | 5      | 38     | –  | –  | 1  | –  | 1  | –  |
| 6  | 0   | Alexander Albon    | 5      | 36     | –  | –  | –  | –  | –  | –  |
| 7  | +2  | Lance Stroll       | 5      | 28     | –  | –  | –  | –  | –  | 1  |
| 8  | −1  | Sergio Pérez       | 3      | 22     | –  | –  | –  | –  | –  | –  |
| 9  | −1  | Daniel Ricciardo   | 5      | 20     | –  | –  | –  | –  | –  | 1  |
| 10 | +1  | Esteban Ocon       | 5      | 16     | –  | –  | –  | –  | –  | 1  |
| 11 | −1  | Carlos Sainz Jr.   | 5      | 15     | –  | –  | –  | –  | 1  | –  |
| 12 | 0   | Pierre Gasly       | 5      | 12     | –  | –  | –  | –  | –  | 1  |
| 13 | 0   | Sebastian Vettel   | 5      | 10     | –  | –  | –  | –  | –  | 1  |
| 14 | N   | Nico Hülkenberg    | 2      | 6      | –  | –  | –  | –  | –  | 1  |
| 15 | −1  | Antonio Giovinazzi | 5      | 2      | –  | –  | –  | –  | –  | –  |
| 16 | −1  | Daniił Kwiat       | 5      | 2      | –  | –  | –  | –  | –  | 1  |
| 17 | −1  | Kevin Magnussen    | 5      | 1      | –  | –  | –  | –  | –  | 3  |
| 18 | 0   | Kimi Räikkönen     | 5      | 0      | –  | –  | –  | –  | –  | 1  |
| 19 | −2  | Nicholas Latifi    | 5      | 0      | –  | –  | –  | –  | –  | –  |
| 20 | −1  | George Russell     | 5      | 0      | –  | –  | –  | –  | –  | 1  |
| 21 | −1  | Romain Grosjean    | 5      | 0      | –  | –  | –  | –  | –  | 1  |
| P  | +/− | Kierowca           | Starty | Punkty | P1 | P2 | P3 | PP | NO | NS |

### Konstruktorzy
Źródło: FIA
| P  | +/− | Konstruktor               | Starty | Punkty | P1 | P2 | P3 | PP | NO | NS |
| -- | --- | ------------------------- | ------ | ------ | -- | -- | -- | -- | -- | -- |
| 1  | 0   | Mercedes                  | 10     | 180    | 4  | 2  | 2  | 5  | 2  | –  |
| 2  | 0   | Red Bull Racing-Honda     | 10     | 113    | 1  | 2  | 1  | –  | 1  | 1  |
| 3  | +1  | Ferrari                   | 10     | 55     | –  | 1  | 1  | –  | –  | 2  |
| 4  | −1  | McLaren-Renault           | 10     | 53     | –  | –  | 1  | –  | 2  | –  |
| 5  | +1  | Racing Point-BWT Mercedes | 10     | 41     | –  | –  | –  | –  | –  | 2  |
| 6  | −1  | Renault                   | 10     | 36     | –  | –  | –  | –  | –  | 2  |
| 7  | 0   | Scuderia AlphaTauri-Honda | 10     | 14     | –  | –  | –  | –  | –  | 2  |
| 8  | 0   | Alfa Romeo Racing-Ferrari | 10     | 2      | –  | –  | –  | –  | –  | 1  |
| 9  | 0   | Haas-Ferrari              | 10     | 1      | –  | –  | –  | –  | –  | 4  |
| 10 | 0   | Williams-Mercedes         | 10     | 0      | –  | –  | –  | –  | –  | 1  |
| P  | +/− | Konstruktor               | Starty | Punkty | P1 | P2 | P3 | PP | NO | NS |